# Мигунов Євген Тихонович
Євген Тихонович Мигунов (рос. Евгений Тихонович Мигунов; 27 лютого 1921 — 1 січня 2004) — російський радянський художник-мультиплікатор, ілюстратор і карикатурист.

## Біографія
У 1939 року поступив на художній факультет ВДІКа. 

У 1941 року після початку Великої Вітчизняної війни пішов в ополчення. Восени 1941 року відновив навчання в інституті.
У 1943 році закінчив ВДІК і прийшов на кіностудію «Союзмультфільм». Працював в якості художника-постановника (до 1946 року — спільно з А. П. Сазоновим) в знімальних групах групах І. П. Іванова-Вано, О. В. Іванова, сестер Брумберг, М. С. Пащенка, В. Г. Сутєєва, Л. А. Амальрік і В. І. Полковникова. Близько року очолював цех промальовування.
В 1949 і 1951 роках вперше в мультиплікації застосував олійні фарби для виготовлення фонів (фільми «Полкан і шавка», «Лісові мандрівники»). Був співавтором методичної програми навчання художників-мультиплікаторів і прорисовщиків на курсах при студії, викладав конструкцію персонажа.
В 1954 році дебютував як режисер, вставши біля витоків відновлення виробництва лялькових мультиплікаційних фільмів в СРСР. Спільно з механіком С. І. Етлісом запатентував і застосував у виробництві мультфільмів нові технічні прийоми — оригінальний спосіб кріплення ляльки до макету, виготовлення оболонки з пінистого латексу, удосконалення шарнірних каркасів ляльки. Брав участь в організації технічної бази для покадрової зйомки об'ємних об'ёктов, створив технологічну записку з основ виробничого процесу зйомки лялькового мультфільму.
Брав участь в розробці сатиричного мультиплікаційного кіножурналу «Дятел», оснащував віршованими текстами і переробляв пропоновані сюжети.
Підготував титри і оформлення ряду ігрових художніх фільмів. Був членом художньої ради кіностудії «Союзмультфільму», з якої був звільнений в 1960 року за статтею 47 «б» КЗпП («за браком приміщень» або «в зв'язку з частковим скороченням плану».
У 1961—1966 роках працював за договором в редакціях журналів «Веселі картинки», «Крокодил», редагував серію брошур «Бібліотека Крокодила», пізніше працював в книжковій і журнальній графіці, малював карикатури, діафільми.
Був художником деяких діафільмів з серіалу по книзі Олександра Волкова про Смарагдове місто, ілюстрував книги Кира Буличова про  Алісу Селезньову, Євгена Велтістова про Електроніка і книги Стругацьких «Казка про Трійку» і «Понеділок починається в суботу» . Було два варіанти ілюстрацій до «Понеділок починається в суботу», — перший для видання 1965 року народження, другий, модернізований — для видання 1979 року. Переніс з мультиплікації в поліграфію одне з головних властивостей своїх ілюстрацій — динамічність: практично всі фігури були дані в русі.
Автор спогадів та есе про карикатурі, шаржі та мультиплікації.
Помер в Москві 1 січня 2004 року. Похований в Москві на Міуському кладовищі.

### Сім'я
- Дружина — Ніна Романівна Караваєва (1918—2005). Вони одружилися в 1945 році[4].

## Фільмографія
- 1943 — Крадене сонце —  художник
- 1945 — Зимова казка —  художник-постановник
- 1945 — Пропала грамота —  художник-постановник
- 1946 — Пісенька радості —  художник-постановник
- 1947 — Веселий город —  художник-постановник
- 1947 — Квартет —  художник-постановник
- 1948 — Слон і мураха —  художник-постановник
- 1948 — Чемпіон —  художник-постановник
- 1949 — Полкан і шавка —  художник-постановник
- 1950 — Дідусь і внучок —  художник-постановник
- 1950 — Коли запалюються ялинки —  художник-постановник
- 1950 — Хто перший? —  художник-постановник
- 1951 — Лісові мандрівники —  художник-постановник
- 1953 — Чарівний магазин —  художник-постановник
- 1954 — Олівець і Клякса — веселі мисливці —  сценарій і постановка, художник-постановник
- 1955 — Трубка і ведмідь —  художник-постановник
- 1955 — Це що за птах? —  режисер, художник-постановник, текст пісеньки
- 1957 — Знайомі картинки —  режисер, художник-постановник
- 1957 — Шостому Всесвітньому —  автор сценарію, режисер, художник-постановник
- 1958 — Поема про море —  художник мультиплікації
- 1959 — Рівно о третій п'ятнадцять —  сценарій, постановка, художник-постановник
- 1959 — Пересолив —  автор сценарію

## Нагороди
- Орден Вітчизняної війни II ступеня.
- Медалі.
- Золота медаль за участь у виставці «Сатира в боротьбі за мир» (1983 рік).